# Avenida Paseo Colón
La avenida Paseo Colón es una arteria vial del centro histórico de la ciudad de Buenos Aires, Argentina.

## Historia
Surgió hacia fines de la década de 1870 como un pequeño paseo de forma irregular, en la costa misma del Río de la Plata, junto al cual corría el viaducto del Ferrocarril Buenos Aires a Ensenada. Sin embargo, a partir de 1887, mediante el depósito de escombros de las obras de la ciudad, se le fue ganando terreno al río para la creación del Puerto Madero y las dársenas y por lo tanto dejó de ser un camino costero.
Con el tiempo fue adoquinado y se le construyó un boulevard. El viaducto del Ferrocarril a Ensenada, adquirido por el Ferrocarril del Sud, fue desmontado y se niveló la calzada. 
Por otra parte, ya desde la década de 1890 existían ordenanzas municipales que exigían que las construcciones en la entonces avenida costera tuvieran recova. Esta disposición se mantuvo hasta la actualidad, de manera que todos los edificios de la vereda oeste de la avenida tienen una recova, obligación que nunca fue aplicada a las construcciones del lado opuesto.

## Recorrido

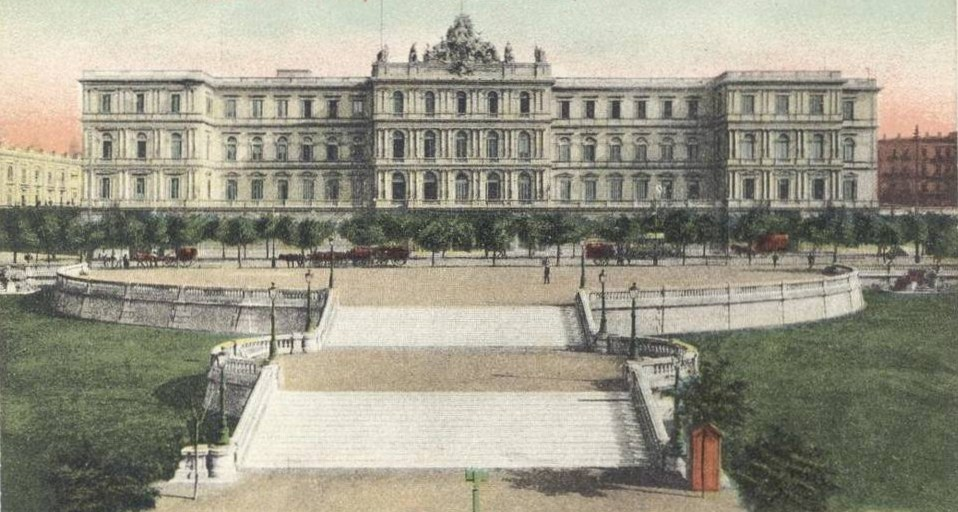
Paseo Colón separaba la Casa Rosada del Parque Colón, hasta la década de 1890.

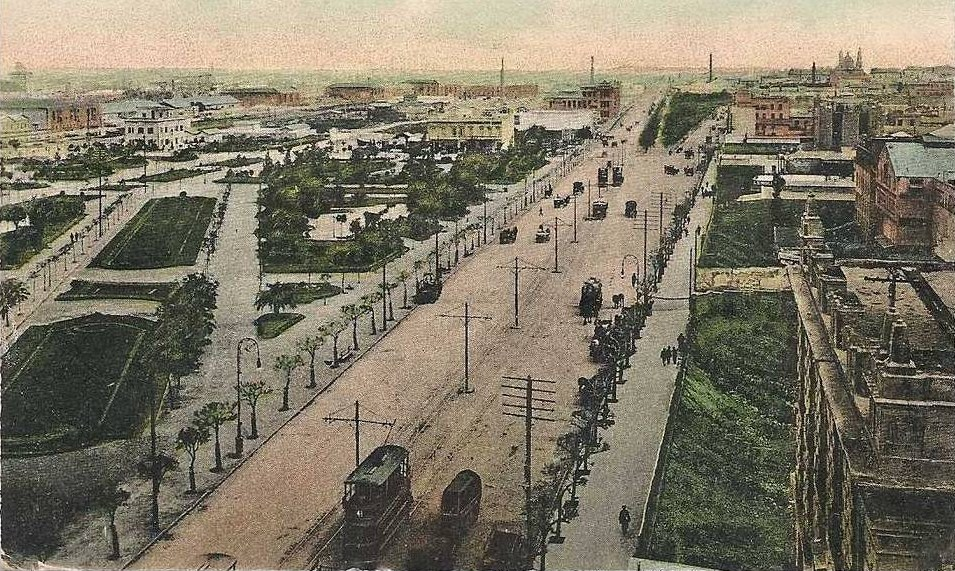
Vista desde Casa Rosada hacia 1905, con pocos edificios construidos.

La avenida nace desde la fachada este de la Casa Rosada, sede del Poder Ejecutivo de la Nación. Los primeros cien metros de Paseo Colón, que pasaba junto a la Casa de Gobierno, fueron clausurados en los años 1980, cuando se desenterraron las galerías subterráneas de la antigua Aduana de Taylor, construida en 1855. Desde ese momento el tránsito vehicular fue desviado por la remodelada y ensanchada avenida de la Rábida, que circunvala el Parque Colón. En 2011, se inauguró el Museo del Bicentenario, reciclando las antiguas galerías con un nuevo techo de hierro y vidrio.
Desde la calle Hipólito Yrigoyen, corre en sentido norte - sur, a través de edificios de oficinas gubernamentales y corporativas, en la zona comúnmente denominada El Bajo del barrio de Monserrat, ya que se encuentra bajando la antigua barranca natural del Río de la Plata.
En su segunda cuadra, del lado oeste, se encuentra el lateral del Palacio de Hacienda y un edificio anexo, y en la intersección con la calle Adolfo Alsina está el Railway Building. En la vereda opuesta, puede apreciarse el Edificio Libertador, sede del Comando en Jefe del Ejército Argentino, y junto a aquel la Plaza Agustín Pedro Justo, tras la cual se alza la actual Aduana de Buenos Aires. 
En el n.º 213 se accede al Edificio La Forestal, de estilo racionalista, construido para dicha empresa dedicada, precisamente, a la explotación forestal. En el n.º 255 está una sede del Ministerio de Educación de la Ciudad de Buenos Aires. En la esquina con la calle Moreno se encuentra el Edificio Lahusen, obra de 1926 del arquitecto Ernesto Sackmann. 
Al 413, cruzando la Avenida Belgrano funciona el Teatro Colonial, un edificio de estilo neocolonial construido en 1945, para alojar la Casa de las Provincias y Territorios y a la Confederación Nacional de Beneficencia. Además, desde Belgrano hacia el sur, los espacios verdes ceden su lugar a una hilera de edificios que se ubican del lado este de la Avenida, pero comienza también una densa arboleda ocupando sus canteros centrales.
En el n.º 505 está el Edificio Agar Cross (año 1907), de imponente arquitectura industrial, con fachada de ladrillo y refuncionalizado para alojar oficinas. En el n.º 650, del lado este, ocupa una manzana completa la Escuela Técnica Otto Krause, cuya sede data de 1909. En el n.º 746 se alza el Edificio Columbus que aloja oficinas del Correo Argentino, construido originalmente para Federico Clarfeld y usado durante décadas por Molinos Río de la Plata.
Al cruzar la calle Chile la Avenida entra al barrio de San Telmo, y comienzan a aparecer varios edificios y torres de vivienda, a medida que cambia el uso del suelo. Allí se encuentra la Facultad de Ingeniería de la Universidad de Buenos Aires, ocupando desde 1956 el edificio monumental construido para la Fundación Eva Perón de ayuda social, a la altura 800 del Paseo Colón. En la siguiente cuadra, se encuentran los pintorescos edificios gemelos del Ministerio de Agricultura, Ganadería y Pesca, en un principio destinados a la petrolera estatal YPF.
En la Intersección de dicha avenida, con el Pasaje San Lorenzo, se encuentra la Plazoleta Coronel Olazábal, donde se instaló en 1937 el Canto al Trabajo, escultura de Rogelio Yrurtia.
A partir de la plazoleta, la avenida se angosta un poco, aunque existen ordenanzas desde el año 1964 que prevén a las nuevas construcciones de un futuro ensanche. En el n.º 1093 se accede a una sede del Registro Nacional de las Personas adonde usualmente se realizaban largas hileras para acceder al Documento Nacional de Identidad. En el n.º 1196 está el edificio del diario Ámbito Financiero.
Al pasar la Avenida San Juan y el ex campo de deportes de la Escuela Otto Krause, cedido por el gobierno de Mauricio Macri a la organización piquetera de Raúl Castells, el Paseo Colón pasa por debajo del viaducto de la Autopista 25 de Mayo inaugurada en 1980. Al lado este se ve la excavación realizada para descubrir los restos de una comisaría que funcionó como Centro Clandestino de Detención durante la dictadura autodenominada Proceso de Reorganización Nacional. En la vereda opuesta hay una plazoleta con frases alusivas, junto a un acceso a la autopista. 
En el n.º 1407 se encuentra la sede del Comando antártico del Ejército. Termina a un costado del Parque Lezama.
Del lado oeste se emplaza el Parque Lezama, una de las barrancas más pronunciada de la meseta sobre la cual se asienta Buenos Aires. Estos terrenos pertenecieron a comienzos del siglo XIX a inmigrantes ingleses, y hacia 1850 fueron comprados por Gregorio Lezama, cuya viuda los vendió con la voluntad de que fuera un espacio público con el nombre de su marido.
En 2015 comenzaron las obras para ampliar la avenida con vistas a instalar el Metrobús de Paseo Colón, por lo que fueron demolidos algunos edificios. Entre ellos se encontraba el edificio Marconetti (n.º 1588), demolido en 2018, que se hizo famoso a comienzos de 2009, cuando fue desalojado violentamente por oficiales de la hasta entonces desconocida UCEP. Se trataba de una fábrica de pastas expropiada, que había sido ocupada a fines de los años 80.
El tango Sentimiento gaucho de 1924 ubica la historia que narra en "un viejo almacén del Paseo Colón donde van los que tienen perdida la fe".

## Cruces importantes y puntos de referencia
A continuación, se muestra un mapa esquemático del recorrido de esta avenida. También se indican los ingresos y salidas de las líneas de colectivo.
|  |  |  | RMCONTg |

|  |  | ARCH2 | RM |

| SUBWAY | STRq | STR+r | RM |

|  |  | STR + RM+l | RMr |

|  |  | RM | lNAT |

|  | CONTgq | RMKRZ | STRq |

|  |  | RM | lNAT |

|  | RMq | RMKRZ | RMCONTfq |

|  |  | RM | ARCH |

|  | RMCONTgq | RMKRZ | RMq |

|  |  | RM | MUSEUM |

|  |  | RM |

|  | RMq | RMKRZ | CONTfq |

|  | RAq | SKRZ-Au | RAq |

|  | CONTgq | RMKRZ | STRq |

|  | BUILDING | RM |  |

|  | RMCONTgq | RMKRZ | RMq |

|  | STRq | RMKRZ | CONTfq |

|  | lNAT | RM |  |

|  | RMq | RMTEEeq |  |

|  |  | RM |

|  |  | RMCONTf | HOSPITAL |

## Imágenes

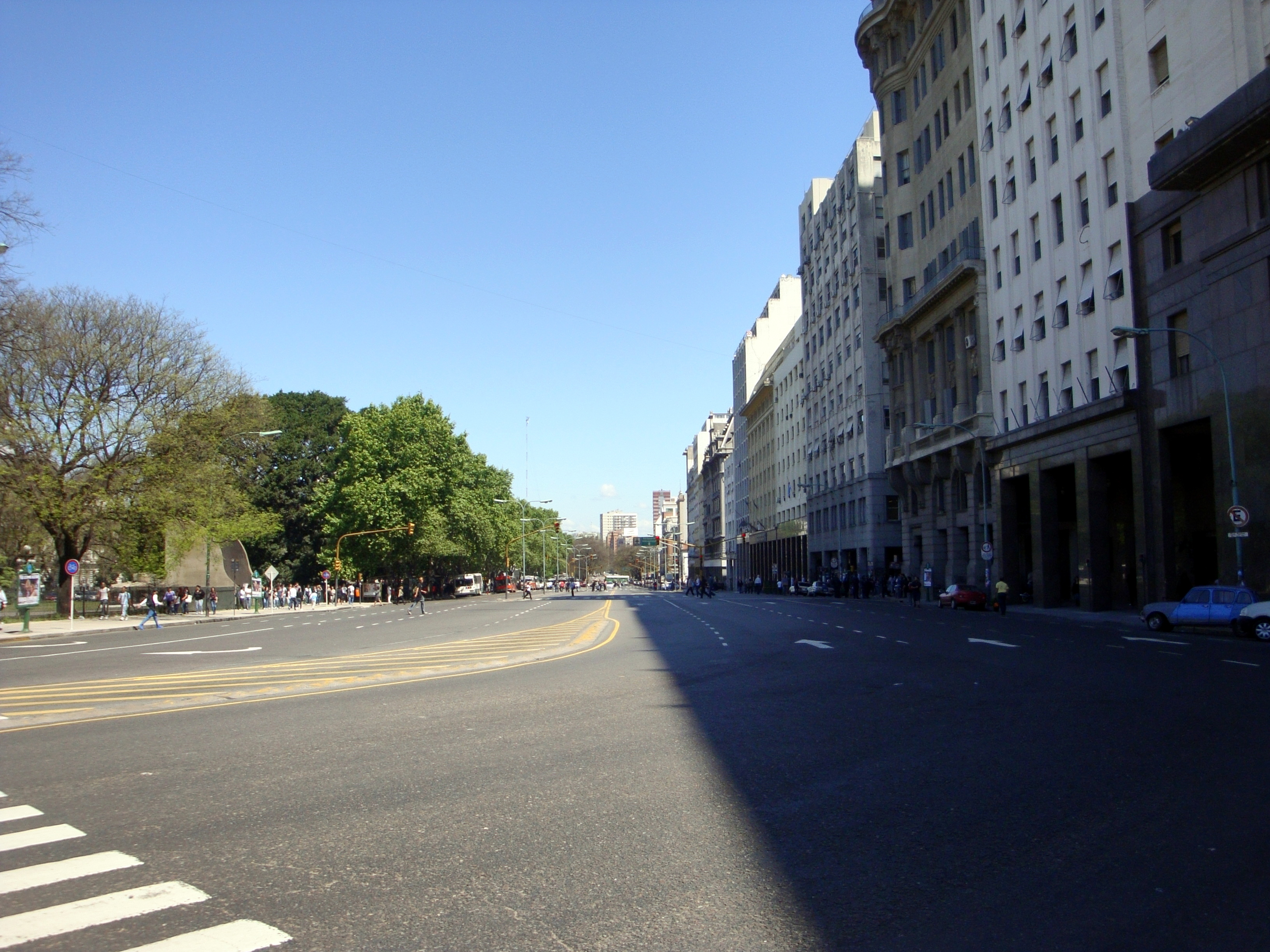
Vista desde la Avenida de la Rábida Sur.
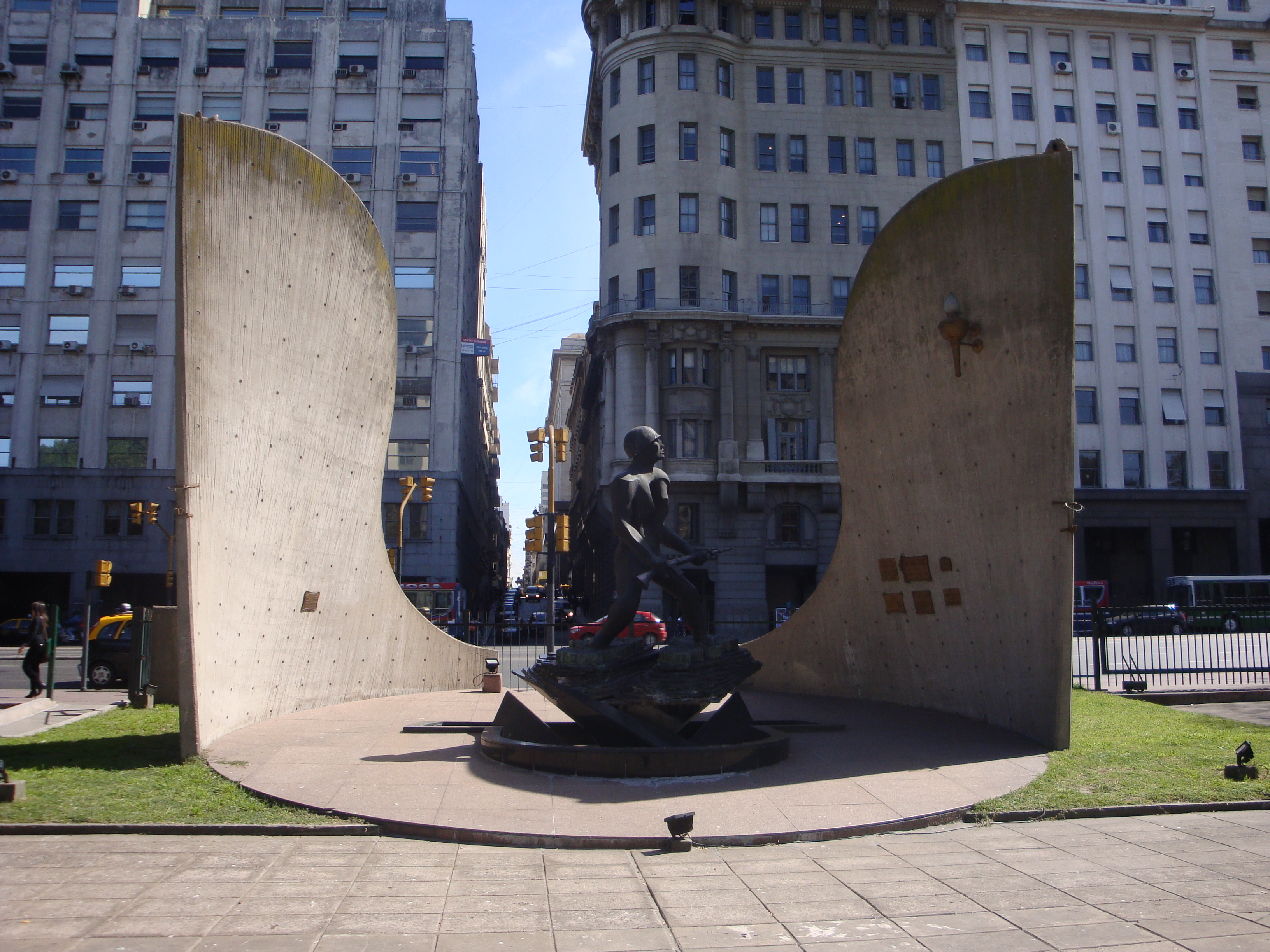
Intersección con la calle Adolfo Alsina, vista desde los jardines del Edificio Libertador.
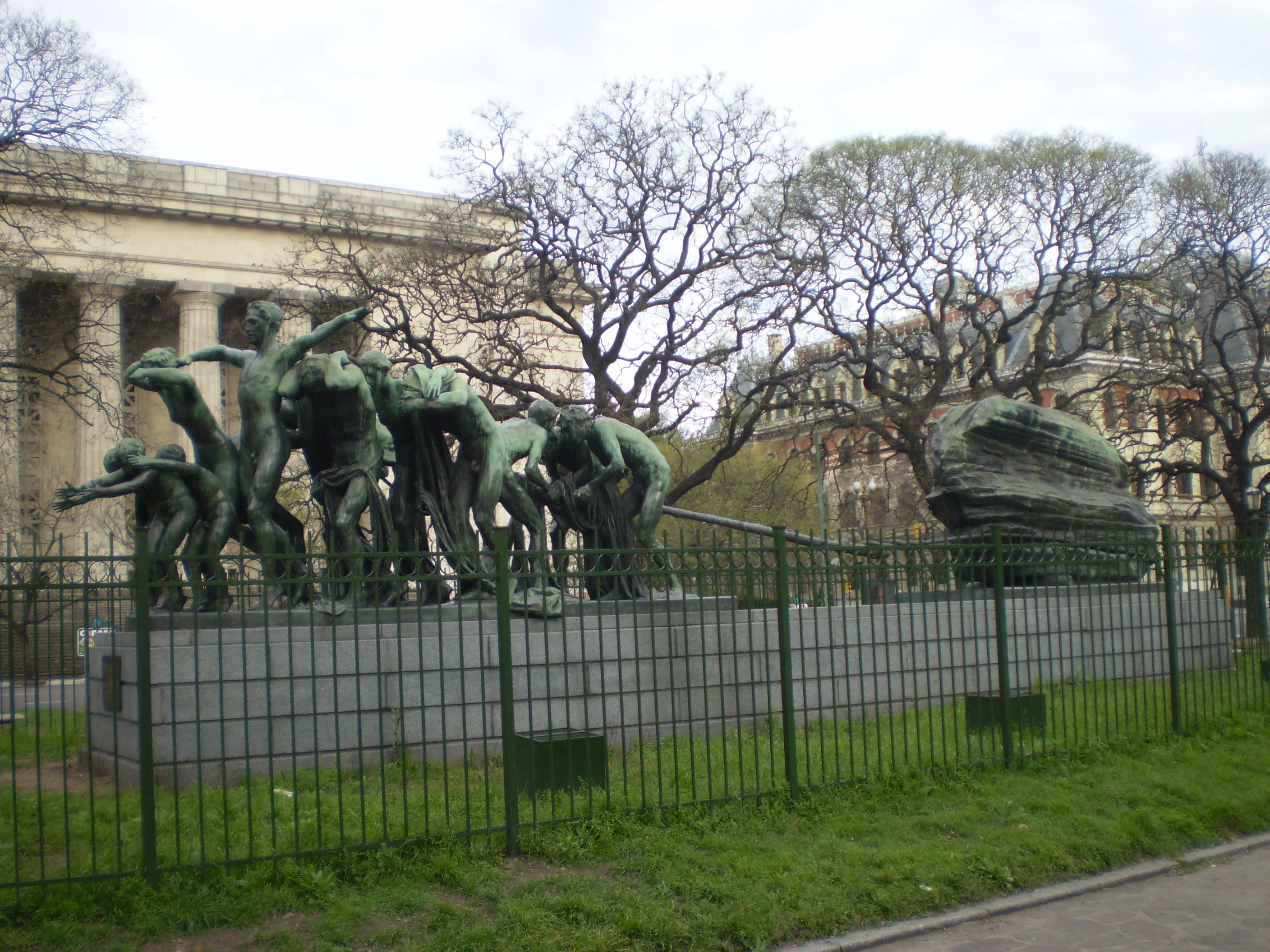
Monumento Canto al trabajo capo lavoro u obra cumbre de Rogelio Yrurtia.
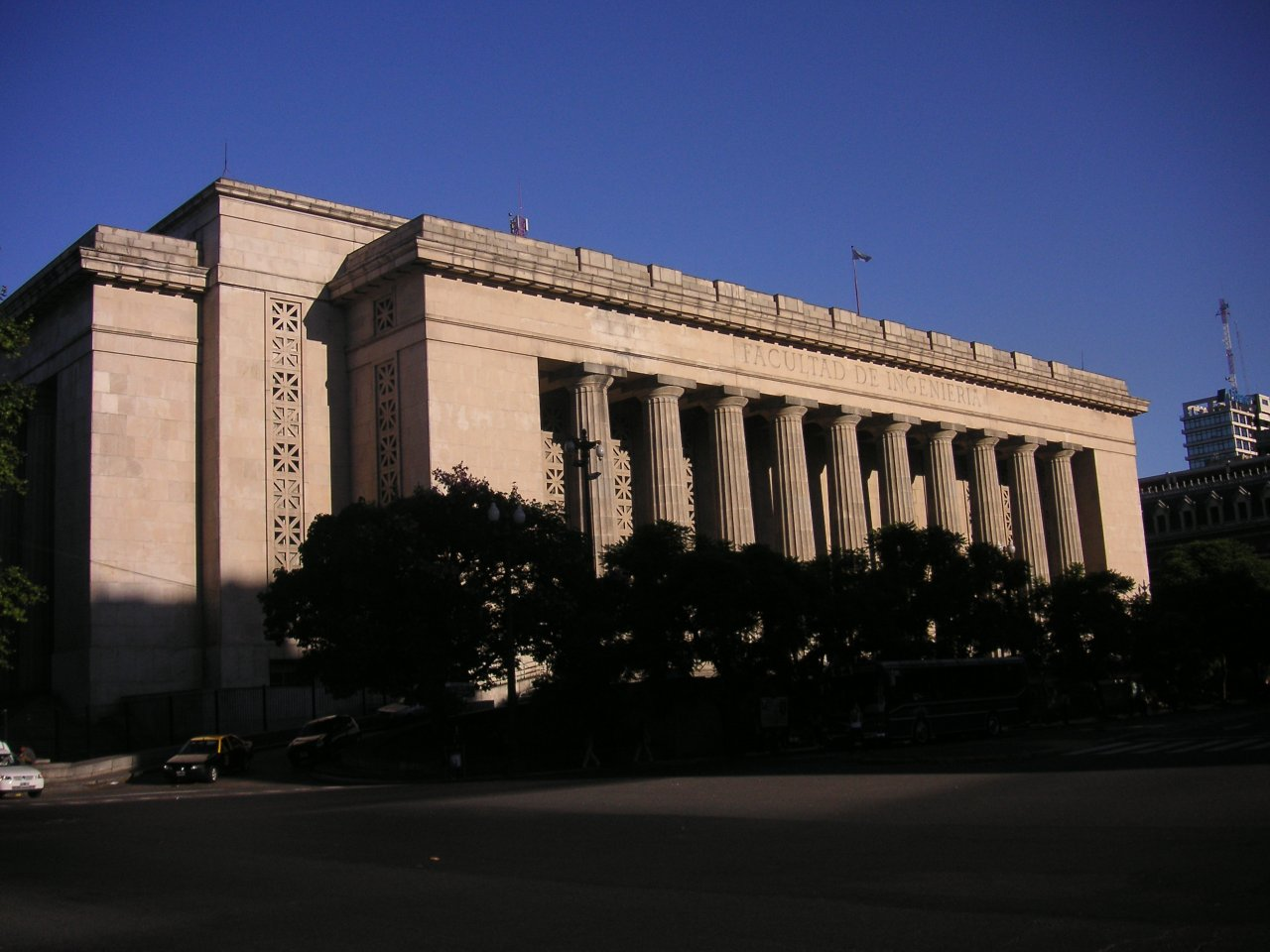
Facultad de Ingeniería.
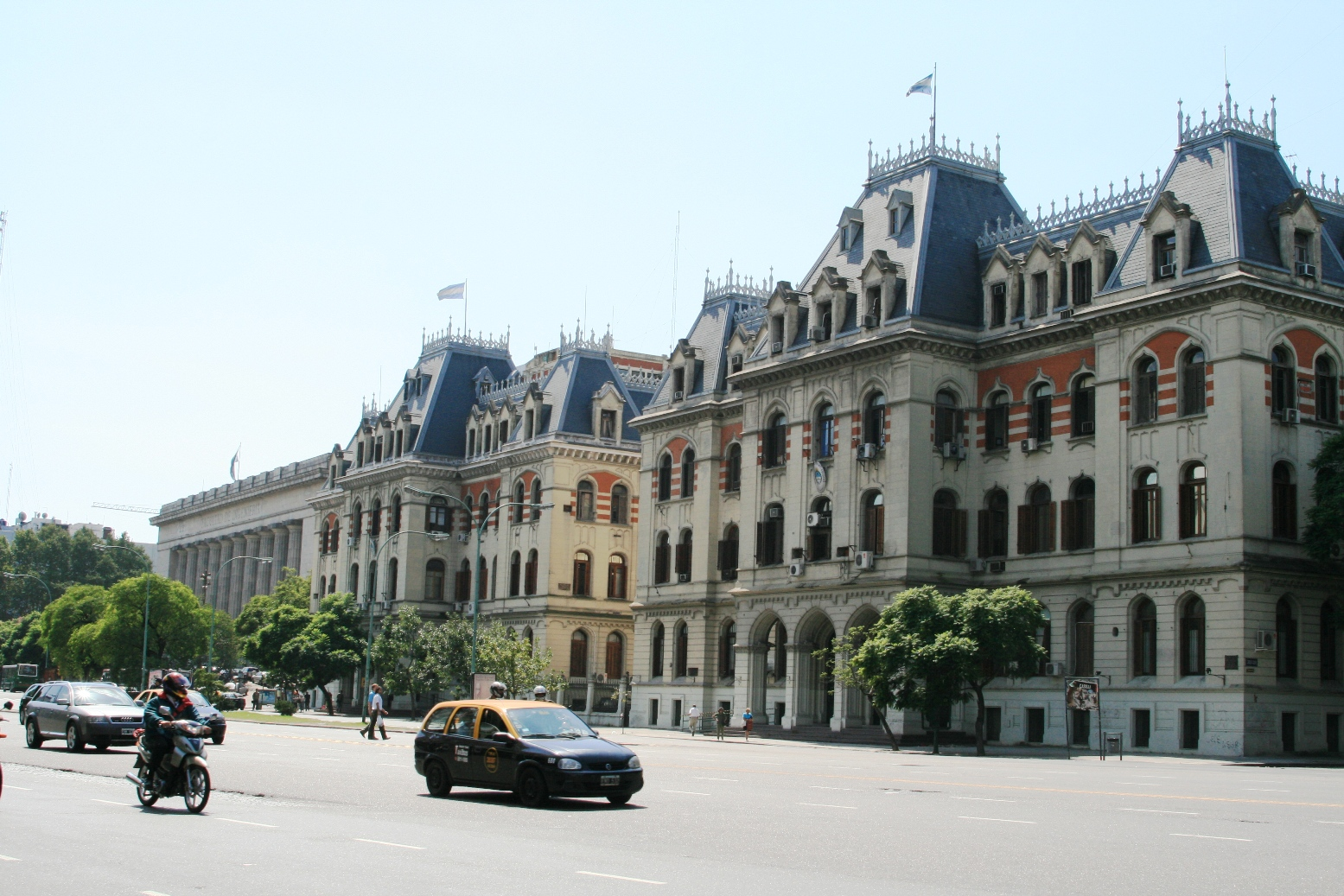
Ministerio de Agricultura, Ganadería y Pesca.
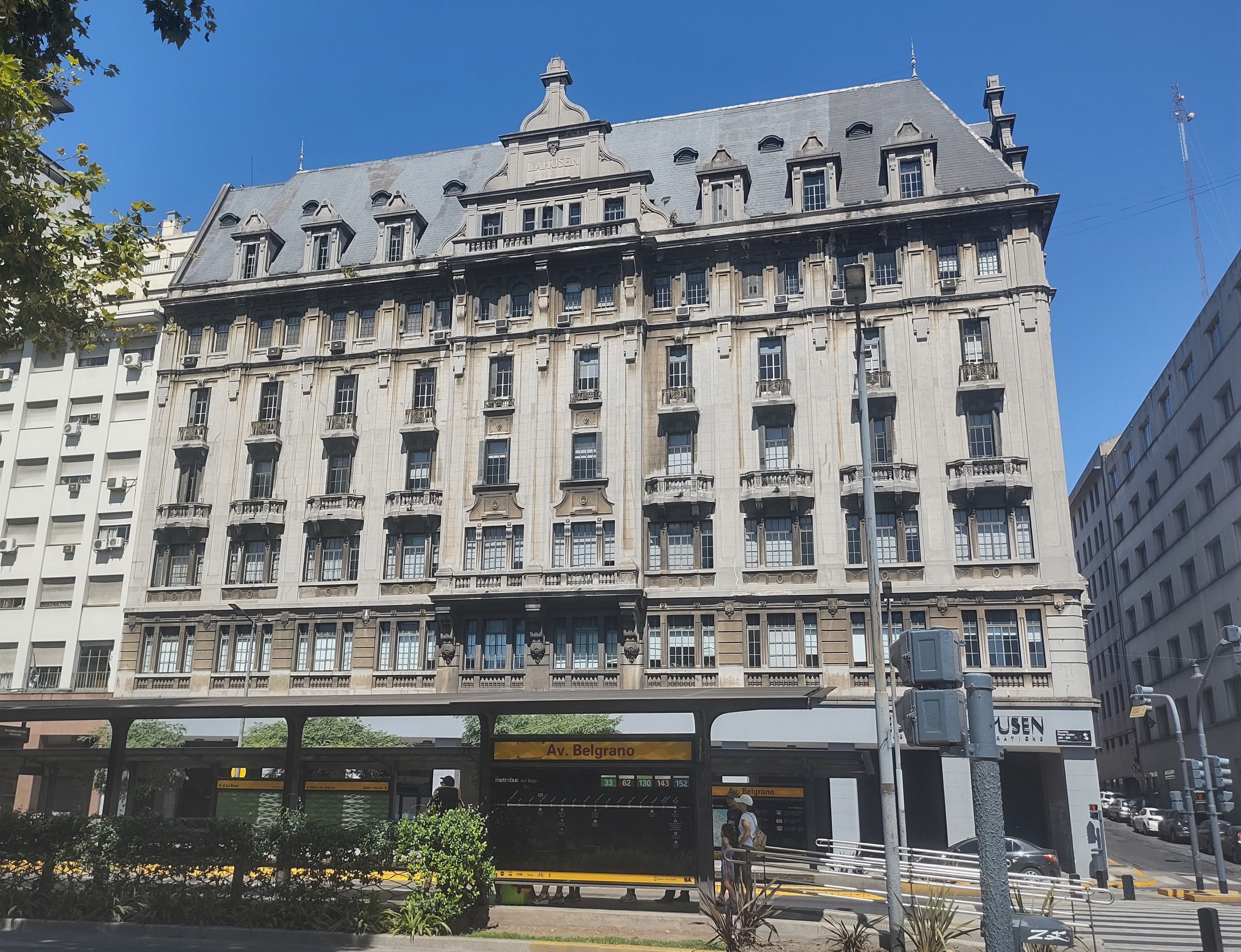
Edificio Lahusen, en la intersección con la calle Moreno.
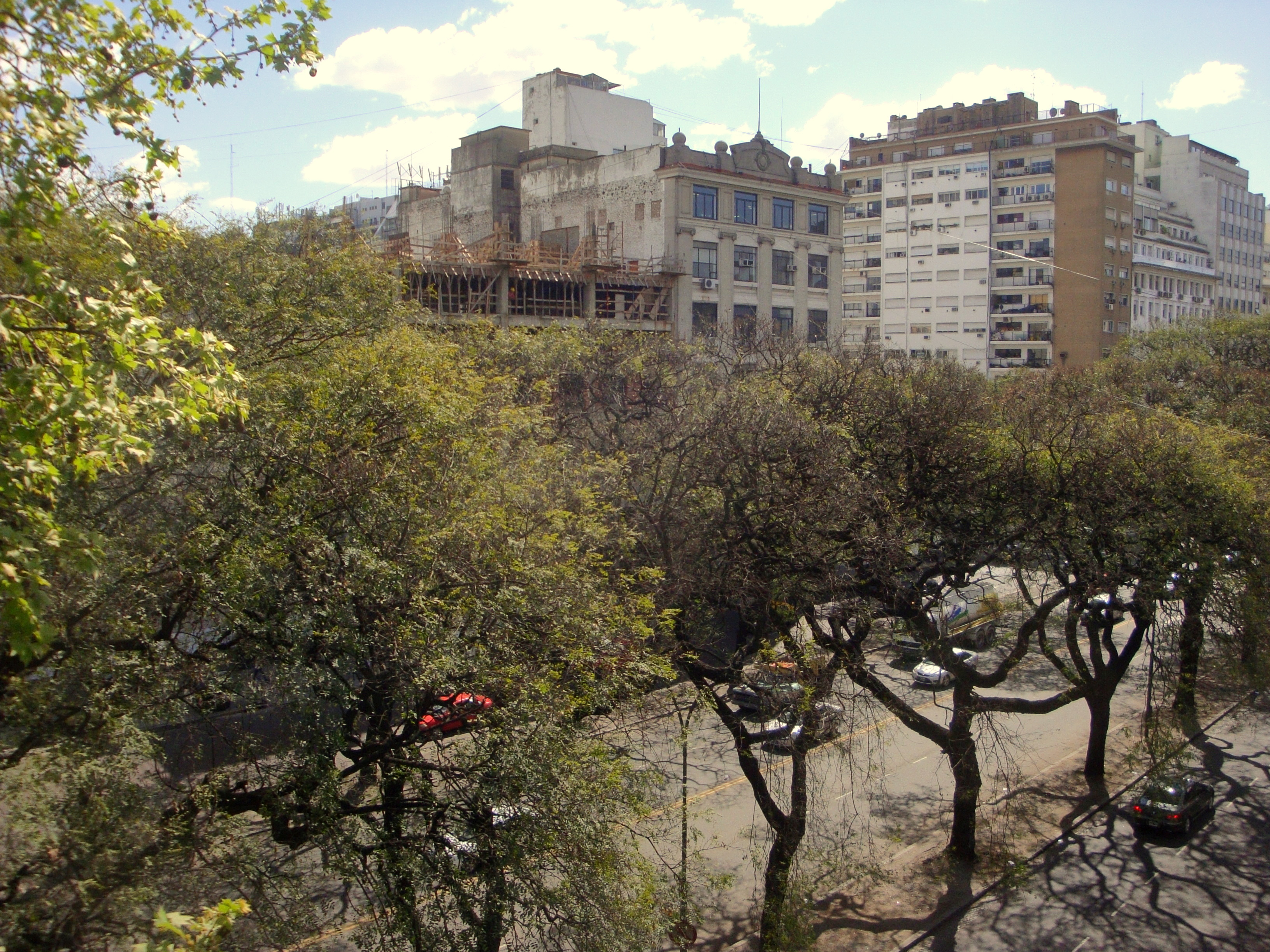
Vista de la avenida entre Venezuela y la Avenida Belgrano.
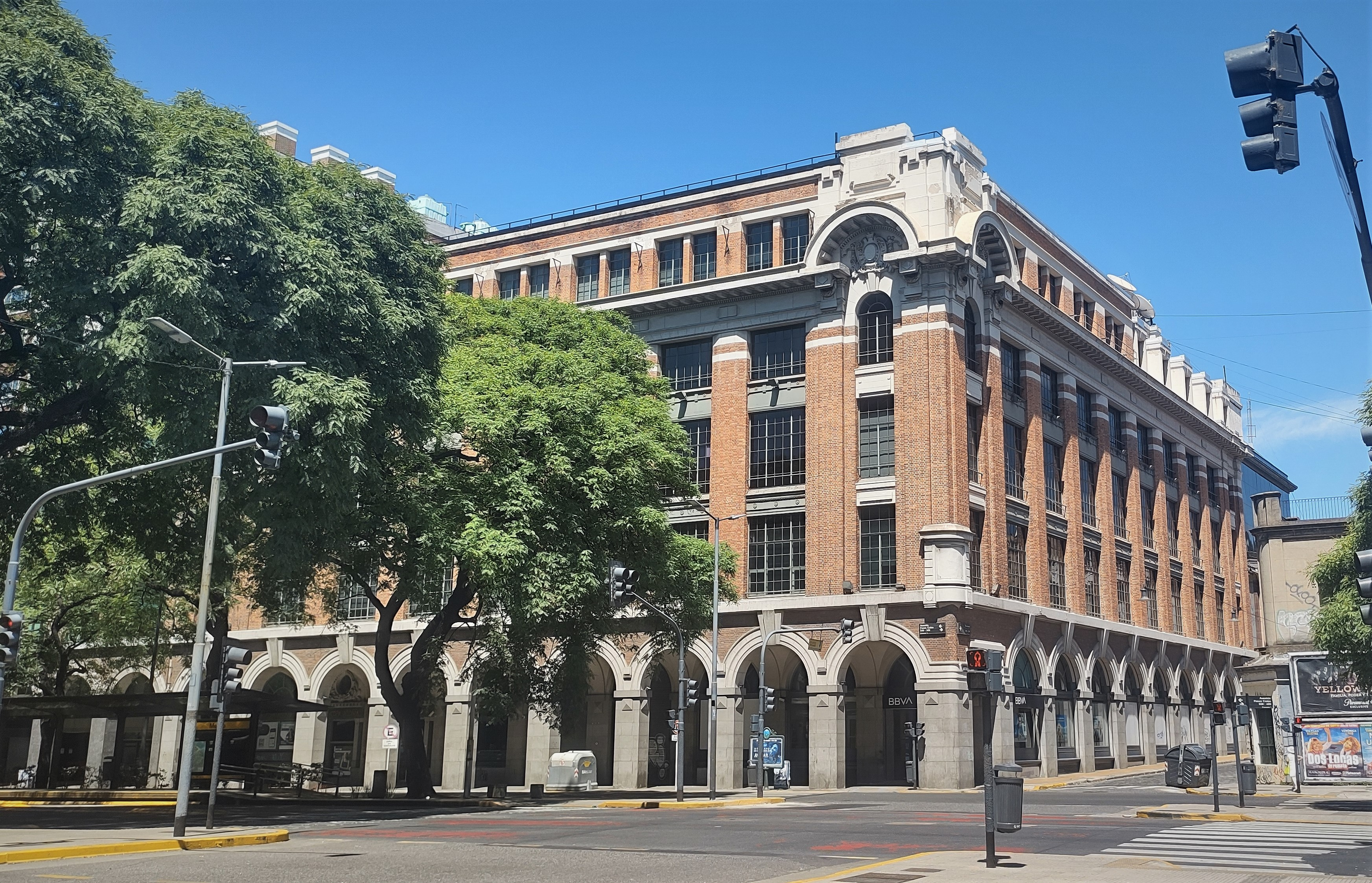
Edificio Agar Cross.